# Многочлены Полачека
Многочлены Полачека — последовательность многочленов {\displaystyle P_{n}^{\lambda }(x;\varphi ),\;\lambda >0,\;0<\varphi <\pi ,\;n=\{0,1,...\}}, которые были рассмотрены Полачеком в 1950 году.

## Рекурсивное определение
{\displaystyle P_{-1}^{\lambda }=0}
{\displaystyle P_{0}^{\lambda }=1}
{\displaystyle nP_{n}^{\lambda }-2\left((n-1+\lambda )\cos \varphi +x\sin \varphi \right)P_{n-1}^{\lambda }+(n-2+2\lambda )P_{n-2}^{\lambda }=0}

## Свойства
- Симметричные многочлены Полачека {\displaystyle \left(P_{n}^{\lambda }(x;\pi /2)\right)} ортогональны на всей вещественной оси с весом:

{\displaystyle {\frac {1}{2\pi }}{\frac {2^{2\lambda }}{\Gamma (2\lambda )}}{|\Gamma (\lambda +ix)|}^{2}}, где {\displaystyle \Gamma } — гамма-функция Эйлера
- Аналог формул Родрига для многочленов Полачека:

{\displaystyle P_{n}^{\lambda }(x;\pi /2)G(\lambda ,x)={\frac {{-1}^{n}}{n!}}\delta ^{n}G\left(\lambda +{\frac {n}{2}}\right)}, где {\displaystyle G(\lambda ,x)={\frac {\Gamma (\lambda +ix)}{\Gamma (1-\lambda +ix)}}e^{\pi x}} — мероморфная функция, а {\displaystyle \delta } — оператор конечной разности {\displaystyle (\delta F)(x)=F\left(x+{\frac {i}{2}}\right)-F\left(x-{\frac {i}{2}}\right)}